# Tapolytarnó
Tapolytarnó (szlovákul: Tarnov) község Szlovákiában, az Eperjesi kerület Bártfai járásában.

## Fekvése
Bártfától 9 km-re északnyugatra, a Tapoly bal partján fekszik.

## Története
A falu 1300 körül soltész általi betelepítéssel keletkezett. 1355-ben említik először. A Tekulok és Bártfa városának birtoka volt. 1427-ben a dézsmajegyzék szerint 25 háztartása adózott. 1600-ban 15 jobbágyháza volt. 1715-ben 17, 1720-ban 11 adózója volt.
A 18. század végén Vályi András így ír róla: „TARNÓ. Tót falu Sáros Várm. földes Ura Bártfa Városa, lakosai többfélék, fekszik Sárpatakához nem meszsze, és annak filiája; Harmintzadgya is van; határja ollyan, mint Rokitóé.”
1828-ban 60 házában 467 lakos élt.
Fényes Elek 1851-ben kiadott geográfiai szótárában így ír a faluról: „Tarnó, tót falu, Sáros vmegyében, Bártfához nyugotra 1 1/4 mfd., a Tapoly mellett: 445 kath., 27 zsidó lak., jó rétekkel, erdővel, vizimalommal. F. u. Bártfa városa.”
A trianoni diktátum előtt Sáros vármegye Bártfai járásához tartozott.

## Népessége
| Év:            | 1994. | 2004.   | 2014.   | 2024.   |
| -------------- | ----- | ------- | ------- | ------- |
| Emberek száma: | 371   | 378     | 379     | 415     |
| Eltérés:       |       | +1,88 % | +0,26 % | +9,49 % |

| Év:            | 2023. | 2024.   |
| -------------- | ----- | ------- |
| Emberek száma: | 399   | 415     |
| Eltérés:       |       | +4,01 % |

1900-ban 271 lakosa volt.
1910-ben 269, túlnyomórészt szlovák lakosa volt.
2001-ben 382 lakosából 377 szlovák volt.
2011-ben 396 lakosából 383 szlovák.

## Nevezetességei
Alexandriai Szent Katalin tiszteletére szentelt római katolikus temploma 1826-ban épült.